# 츄디피그미쌀쥐
츄디피그미쌀쥐(Oligoryzomys destructor)는 비단털쥐과 피그미쌀쥐속에 속하는 남아메리카 설치류이다. 콜롬비아 남부 지역부터 에콰도르, 페루, 볼리비아를 거쳐 아르헨티나 북부까지 안데스산맥 동부면을 따라 발견된다. 핵형은 2n=60, FNa=76이다.

## 특징
츄디피그미쌀쥐는 작은 쌀쥐 종이다. 머리는 불그스레한 갈색을 띠며, 머리털은 대부분 검고 귀 바로 뒷쪽에 연한 반점이 나 있다. 귀 안쪽에는 짧고 연한 갈색 털이 나 있고, 바깥쪽에는 길고 거무스레한 털이 나 있다. 수염은 검고 끝이 희며, 주둥이 끝의 털은 희다. 몸 등쪽의 털은 불그스레한 갈색이고, 검은 털이 산재해 있으며, 일부 회색 털은 끝이 연한 색을 띤다. 옆구리는 불그스레한 갈색이고, 목과 가슴은 연한 회색, 배는 누르스름한 흰색이다. 꼬리는 갈색이고, 머리부터 몸까지 길이보다 약간 짧다. 뒷발 윗면은 짧은 은색 털이 덮여 있고, 털이 발톱 옆으로 자라며 유난히 길다. 발 아랫면은 연한 갈색이다.

## 분포 및 서식지
츄디피그미쌀쥐는 남아메리카 안데스산맥 동부 경사면의 해발 600~3350m에서 발견된다. 분포 지역은 콜롬비아 남부와 에콰도르부터 페루와 볼리비아, 아르헨티나 북서부 지역까지이다. 서식지는 열대와 아열대 숲과 산지림이고, 볼리비아에서는 주로 천이숲지대 융가스 지역에서 발견된다.

## 보전 상태
츄디피그미쌀쥐는 널리 분포하며, 개체군 크기가 추산되지 않지만 여러 곳에서 흔하게 발견되며 전체 개체군이 큰 것으로 추정된다. 특별한 위협 요인은 없고, 국제 자연 보전 연맹(IUCN)이 보전 등급을 관심대상종으로 분류하고 있다.